# Sangouléma
Sangouléma est une commune rurale située dans le département de Bama de la province du Houet dans la région des Hauts-Bassins au Burkina Faso.

## Géographie
Localisée sur les rives du Mouhoun, Sangouléma est située à 5 km à l'ouest de Bama et à 25 km au nord-ouest de Bobo-Dioulasso.

## Éducation et santé
Sangouléma accueille un centre de santé et de promotion sociale (CSPS) tandis que le centre hospitalier régional (CHR) se trouve à Bobo-Dioulasso.